# Glipa bakeri
Glipa bakeri es una especie de coleóptero (insecto del orden Coleoptera) de la familia Mordellidae.

## Distribución geográfica
Se encuentra en las Filipinas.